# Pterolophia multivittipennis
Pterolophia multivittipennis är en skalbaggsart som beskrevs av Stefan von Breuning 1966. Pterolophia multivittipennis ingår i släktet Pterolophia och familjen långhorningar. Inga underarter finns listade i Catalogue of Life.